# Athyreus hypocritus
Athyreus hypocritus es una especie de coleóptero de la familia Geotrupidae.

## Distribución geográfica
Habita en Paraguay y Argentina.